# Puszczyn (województwo kujawsko-pomorskie)
Puszczyn – (niem. Kleinheide) osada leśna w Polsce położona w województwie kujawsko-pomorskim, w powiecie bydgoskim, w gminie Koronowo.

## Podział administracyjny
W latach 1975–1998 miejscowość należała administracyjnie do województwa bydgoskiego.

## Demografia
Według danych Urzędu Gminy Koronowo (XII 2015 r.) osada liczyła 5 mieszkańców.